# Babenhausen (Baviera)
Babenhausen é um município da Alemanha, situado no distrito de Baixa Algóvia, no estado da Baviera. Tem 27,23 km² de área, e sua população em 2019 foi estimada em 5.611 habitantes.